# Rolf Sutter

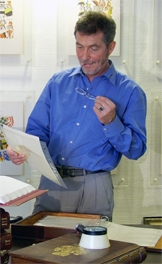
Rolf Sutter

Rolf Eike Sutter (* 24. Juli 1944 in Karlsruhe) ist ein deutscher Heraldiker.

## Leben
Sutter studierte Germanistik, Politikwissenschaft, Kunstgeschichte und Psychologie.
Er promovierte mit einer Studie über genealogische Strukturen in Wolframs von Eschenbach Parzival. 1980 kam Sutter zum ersten Mal in Kontakt mit Ottfried Neubecker. Aus dem ersten Zusammentreffen wurde eine zwölfjährige Zusammenarbeit. 1980 berief Neubecker, Sutter als Schatzmeister in den von ihm gegründeten Verein Wappen-Herold, Deutsche Heraldische Gesellschaft e.V.
Der erste Band der Allgemeinen Deutschen Wappenrolle erschien 1980 unter der Leitung von Sutter und wird bis heute von ihm weitergeführt. Als sich Neubecker 1992 zurückzog und im selben Jahr starb, begann Sutter, sich auch international zu betätigen.

## Wirken auf internationaler Ebene
Wie Neubecker arbeitete Sutter mit Pro Heraldica zusammen und pflegt heute dessen Erbe und die Bibliothek. Sein Vortrag von Dublin 2002 „Logo ad Portas“ führte zur Gründung des „Ständigen Komitees für zeitgenössische Heraldik“, unter dem Dach der Internationalen Akademie der Heraldik, zu dessen Mitgliedern er zählt und das sich auf nationaler Ebene für die Schaffung von allgemeingültigen heraldischen Prinzipien einsetzt.

## Tätigkeiten als Heraldiker
- Mitglied der Académie internationale d’héraldique
- Mitglied der Académie Internationale de Généalogie
- Vorstandsmitglied der Confédération Internationale de Généalogie et Héraldique
- Präsident des Wappen-Herold, Deutsche Heraldische Gesellschaft e.V.
- Gründungsmitglied des Verbandes Deutschsprachiger Berufsgenealogen
- Von 1980 bis 2016 war er wissenschaftlicher Leiter der Forschungsgesellschaft Pro Heraldica. Seit dem 1. Januar 2017 gehört er dem wissenschaftlichen Beirat von Pro Heraldica an.[6][7]

## Vorträge
- 1999 Internationales Kolloquium St. Pölten: Gampilun und Ecidemon – Zur Funktion der Heraldik in Wolframs von Eschenbach Parzival
- 2000 Internationaler Kongress Besancon: Genealogie als Medium sozialer und individueller Identität: Der Parzival-Roman des Wolfram von Eschenbach
- 2001 Internationales Kolloquium Groningen: Redende Elemente in der Kommunalheraldik und heraldische Entwicklung in der zweiten Hälfte des 20. Jahrhunderts in Baden-Württemberg
- 2002 Internationaler Kongress Dublin: Logo ad Portas – Momentaufnahme zum aktuellen Verhältnis zwischen „Identitätsbildzeichen/Logo“ und Wappen in der deutschen Staatsheraldik
- 2004 Internationaler Kongress Brügge: Genealogie und Heraldik am Beginn des dritten Milleniums
- 2005 24. Österreichischer Historikertag Innsbruck: Zurück in die Zukunft – Südafrikas neue heraldische Identität
- 2005 Internationales Kolloquium St. Petersburg: Emanzipation in der Heraldik – Modernes Namensrecht und Wappenführung der Frau
- 2006 Internationaler Kongress St. Andrews: Bäume, die in den Himmel wachsen? – Genealogie zwischen Mythos, Welterklärung und Transzendenz
- 2007 Internationales Kolloquium Xanten: Was Reichsstädte im Schilde führen
- 2008 Internationaler Kongress Quebec: Quète et Reconquète – Koloniale und postkoloniale Heraldik in Afrika
- 2009 Internationales Kolloquium Verviers: Heraldik in Deutschland bzw. in deutschsprachigen Ländern
- 2010 29. Internationaler Kongress für Genealogische und Heraldische Wissenschaften in Stuttgart: Identität in Genealogie und Heraldik – Einführung in das Thema des XXIX. Internationalen Kongresses für Genealogie und Heraldik
- 2012 30. Internationaler Kongress für Genealogische und Heraldische Wissenschaften in Maastricht: Freimaurerische Heraldik[8]
- 2014 31. Internationaler Kongress für Genealogische und Heraldische Wissenschaften in Oslo: In den letzten 50 Jahren gegründete Staaten und deren Heraldik und Emblematik[9]
- 2016 32. Internationaler Kongress für Genealogische und Heraldische Wissenschaften in Glasgow: Springtime of Heraldry – Wolfram von Eschenbach and his work Parzifal 1190-1220 – the roots of heraldry today

## Publikationen
- Genealogische Strukturanalyse zu Wolframs von Eschenbach Parzival, Oktober 2000
- Herausgeber Allgemeine Deutsche Wappenrolle 1980–2015 (21 Bände, der 22. erscheint im September 2017)
- Herausgeber Generalregister Wappenführender Familien (3 Bände: 1985/1995/2011)
- 3.000 Wappenforschungen und -gestaltungen für Pro Heraldica